# 平陽之戰
平陽之戰，又稱為平陽城攻防戰。576年（北齊武平七年、北周建德五年）十月至十二月，周武帝率军于平阳（今山西临汾）击败北齐军的作战。
575年周武帝宇文邕率军攻北齐，因病班师。576年十月，复攻北齐，以越王宇文盛、杞公宇文亮、隋公杨坚为右三军，谯王宇文俭、大将军窦泰、广化公丘崇为左三军，齐王宇文宪、陈王宇文纯为前军。周武帝率军至晋州（治白马城，今山西临汾境），驻于汾曲（今山西临汾西南汾水弯曲部），命宇文宪领兵2万守雀鼠谷（今山西介休西南），宇文纯率步骑兵2万人守千里径（今山西霍州市东），宇文盛率步兵1万人守汾水关（今山西灵石西南），达奚震率步骑兵1万人守统军川（今山西石楼西），以阻遏晋阳（今山西太原）的齐军南下，命韩明率步骑兵五千人守齐子岭（今河南济源西北），尹升率步骑兵五千人前往鼓钟镇（今山西垣曲县北），以阻遏河内的齐军北上，另派辛韶率步骑兵五千扼守蒲津关（今山西永济市西），以保证后方的安全，命宇文招率步骑兵一万自华谷（今山西稷山县西北）攻打北齐汾水以西诸城，派内史王谊指挥主力进攻平阳城。北齐海昌王尉相贵据城固守。北齐后主高纬率军自晋阳向晋州进发。宇文邕从汾曲到晋州城下督战，北齐行台左丞侯子钦出城降周。北齐晋州刺史崔景嵩防守北城，见无后援，请降于北周。周武帝令上开府仪同大将军王轨应之。王軌遣部将段文振率数十人为先遣，在崔景嵩接应下，首先登城。俘尉相贵及士卒八千人。北齐兵溃败，後來平陽城便告失守。十一月，由於馮淑妃要求，北齊後主高緯御駕親征。高纬率军至平阳，周武帝见齐军兵盛，引军西还以避其锋芒，北周诸将都认为不可撤军，周武帝权衡利弊得失后，将主力撤出晋州，留兵一万，命梁士彦坚守。齐军追击西撤的周军，周军后卫宇文宪、宇文忻等，在阻击中斩杀北齐骁将贺兰豹子等，齐师乃退。齊軍挖掘地道攻城，城牆塌陷十餘步，齊軍正想乘勢入城，但馮淑妃認為齊兵大破周兵的場面壯觀，因此要好好打扮打扮。高緯命令收兵，召馮小憐一塊觀看。結果馮淑妃正在忙於妝點打扮而錯過良機。北周人以木塞城，城池遂攻不下。。周武帝命宇文宪率军6万屯于涑川（今山西西南部黄河支流涑水河），声援平阳，并留诸军于河东，自返长安（今陕西西安西北）。周军退走后，齐军包围平阳，昼夜攻打，梁士彦激励将士奋勇抵抗，以一当百，多方固守，击退齐师。周武帝回长安后，得知北齐军攻平阳甚急，又率军援救。十二月，宇文邕复至平阳。周军集结约8万人，近城列阵，东西20余里。周军奋击，大败北齐援军，斩万余人，齐后主败退晋阳，周军乘胜向晋阳进军。